# Разъезд 86 Жалгызагаш
86 Жалгызагаш (каз. рзд.86 Жалғызағаш) — разъезд в Аральском районе Кызылординской области Казахстана. Входит в состав Саксаульского сельского округа. Код КАТО — 433257900.

## Население
В 1999 году население разъезда составляло 156 человек (81 мужчина и 75 женщин). По данным переписи 2009 года, в разъезде проживал 171 человек (81 мужчина и 90 женщин).